# Al-Kindí
|  | Per a altres significats, vegeu «Al-Kindí (desambiguació)». |

Abu-Yússuf Yaqub ibn Ishaq as-Sabbah al-Kindí (àrab: أبو يوسف يعقوب بن إسحاق الصبّاح الكندي, Abu Yūsuf Yaʻqūb ibn ʼIsḥāq aṣ-Ṣabbāḥ al-Kindī), més conegut com a al-Kindí (Kufa o Basra, actual Iraq, 801 - Bagdad, 873), va ser un erudit àrab considerat el pare de la filosofia islàmica, la fàlsafa, que recupera la metodologia i el racionalisme dels filòsofs grecs per aplicar-la a l'estudi alcorànic.

## Vida
Poques dades es coneixen de la seva vida. Va néixer, probablement, a Basra quan el seu pare era governador de Kufa. Era membre de la tribu Kinda, que havia estat molt influent a Aràbia en els segles anteriors. Es va traslladar a Bagdad, on va rebre la seva educació juvenil.
Sota el califa abbàssida al-Mamun va obtenir les seves primeres posicions importants en el món acadèmic bagdadí. Però va ser sota el seu successor, al-Mútassim, que va desenvolupar la major part de la seva obra. Va treballar a la Casa de la saviesa, on va tenir forts enfrontaments amb els germans Banu Musa.

## Pensament
Home profundament religiós, va ser un dels primers que van fer traduir a l'àrab l'obra d'Aristòtil, de qui va rebre una profunda influència a l'hora de formular la seva pròpia obra filosòfica. Els seus treballs van tenir posteriorment gran impacte en el pensament d'Averrois. Va elaborar una teoria de les categories.
A la seva influència aristotèlica s'unia un profund coneixement de les matemàtiques, la medicina, la geometria i d'altres disciplines científiques, com l'astronomia/astrologia. Això, unit a la seva defensa del lliure albir entre els seus coetanis el va dur a considerar la necessitat de crear una doctrina filosòfica capaç d'agrupar els diferents coneixements humans.

## Obres
Gràcies al catàleg Kitab al-Fíhrist d'Ibn an-Nadim (segle x) se sap que Al-Kindí va escriure centenars de tractats en les més diverses matèries, superant en escreix les seves obres científiques a les filosòfiques. Només han sobreviscut al pas del temps una seixantena,
En el camp científic, es va interessar per:
- l'òptica, a la qual va dedicar no menys de nou llibres, dels quals es conserven cinc.[6]
- la catòptrica i els miralls ustoris, seguint la tradició d'Antemi de Tral·les.[7]
- la cosmologia[8]
- les matemàtiques[9]
- la medicina

En filosofia i metafísica, les seves obres principals són el tractat Sobre l'enteniment (De intellectu) i Sobre la filosofia primera. A la primera afirma que l'enteniment és la causa del coneixement, que es divideix en tres tipus: coneixement potencial (facultat de cada persona), coneixement adquirit mitjançant l'aprenentatge i coneixement actualitzat o aplicat en un moment concret. Al segon tractat defensa la contingència del món, ja que està creat del no-res, i la seva creació voluntària per part de Déu, que és qui aporta unitat a tot el que existeix.